# كريس تشيلتون
كريس تشيلتون (بالإنجليزية: Chris Chilton)‏ هو لاعب كرة قدم بريطاني في مركز الهجوم، ولد في 25 يونيو 1943 في سبروتلي ‏ في المملكة المتحدة. لعب مع كوفنتري سيتي وهال سيتي.